# Rastaman Vibration
《Rastaman Vibration》은 1976년 4월 30일에 발매된 자메이카의 레게 밴드 밥 말리 & 더 웨일러스의 여덟 번째 스튜디오 음반이다.

## 평가
| 전문가 평가              | 전문가 평가 |
| 평가 점수                | 평가 점수   |
| 출처                     | 점수        |
| ------------------------ | ----------- |
| AllMusic                 | [ 1 ]       |
| Christgau's Record Guide | B+          |
| Rolling Stone            | [ 3 ]       |

1976년, 《롤링 스톤》의 로버트 파머는 《Rastaman Vibration》을 리뷰하며 밥 말리가 "제3세계 소외 계층의 대변자이자 상업적으로 성공한 대중음악의 아바타"라는 이중 역할을 능숙하게 수행한다고 평했다. 파머는 이 음반이 웨일러스의 과거 라인업에서 느껴졌던 힘 있고 복잡한 면모는 부족하지만, "섬세하고 주의 깊은 청자는 《Rastaman Vibration》을 통해 자메이카 샨티타운 (빈민가) 사람들의 고통, 분노, 결의, 그리고 아마도 공동체 내부의 정치적·문화적 분열에 대해서도 어느 정도 배울 수 있을 것"이라고 결론지었다.
《빌리지 보이스》의 평론가 로버트 크리스트가우는 이 음반의 첫 번째 면을 두고 "레게가 부기를 가리키는 라스타 용어로 변해버린 것처럼 느껴지게 만든다. 트렌치타운의 비극조차도 쓰레기 투기에 대한 저주처럼 무덤덤하게 낭송된다"고 평했다. 하지만 그는 두 번째 면 대부분에 대해 "열정은 없지만 달콤한 감미로움이 되려 반추의 거리감을 반영한 듯 들린다. 힘겹게 얻어낸 평온함 속에 깃든 자신감이 느껴진다. 어떤 곡들은 그보다도 더 뛰어나다"고 덧붙였다.

## 상업적 성과
《Rastaman Vibration》은 미국에서 큰 성공을 거두었고, 말리의 가장 인기 있는 싱글 〈Roots, Rock, Reggae〉를 발매한 것 외에도, 빌보드 200 차트(8위)에서 톱 10에 오른 최초의 밥 말리가 되었고, 이 싱글은 빌보드 핫 100 차트에서 51위로 정점을 찍었다. 신시사이저는 《Rastaman Vibration》에서 두드러지게 특징지어지며, 그렇지 않으면 록 기타의 강한 요소가 가미된 하드 드라이빙 곡에 화려한 색채를 더한다. 이것은 1976년에 발매된 3장의 웨일러스 솔로 음반 중 하나로 버니 웨일러의 《Blackheart Man》과 피터 토시의 《Legalize It》이 있다.

## 곡 목록
| #  | 제목                    | 작사·작곡   | 재생 시간 |
| -- | ----------------------- | ----------- | --------- |
| 1. | 〈Positive Vibration〉  | 빈센트 포드 | 3:34      |
| 2. | 〈Roots, Rock, Reggae〉 | 빈센트 포드 | 3:38      |
| 3. | 〈Johnny Was〉          | 리타 말리   | 3:48      |
| 4. | 〈Cry to Me〉           | 리타 말리   | 2:36      |
| 5. | 〈Want More〉           | 애스톤 바렛 | 4:14      |

| #  | 제목                | 작사·작곡              | 재생 시간 |
| -- | ------------------- | ---------------------- | --------- |
| 1. | 〈Crazy Baldhead〉  | 리타 말리, 빈센트 포드 | 3:12      |
| 2. | 〈Who the Cap Fit〉 | 애스톤 바렛, 칼튼 바렛 | 4:43      |
| 3. | 〈Night Shift〉     | 밥 말리                | 3:10      |
| 4. | 〈War〉             | 알란 콜, 칼튼 바렛     | 3:36      |
| 5. | 〈Rat Race〉        | 리타 말리              | 2:50      |

## 인증
| 국가                       | 인증 | 판매량/출하량 |
| -------------------------- | ---- | ------------- |
| 영국 (BPI)                 | 골드 | 100,000^      |
| 미국 (RIAA)                | 골드 | 500,000^      |
| ^출하량을 기반으로 한 인증 |      |               |